# 台鐵32600型對號快客車
台鐵35SPK32600型鋼體客車是1969年臺灣鐵路管理局向日本近畿車輛、富士重工採購的對號特快用客車，共引進40輛。
台鐵另有屬莒光號用客車的35SP32600型鋼體客車，兩者極易搞混。

## 車型概要

### 35SPK32600型
- 採購輛數：40輛 (46SPK32601~32640)
- 製造年份：1969年
- 製造廠商：近畿車輛、富士重工
- 車輛座位：64位
- 車輛皮重：29.64噸
- 換算噸數：空：30噸，重：35噸
- 轉向架：TR-30
- 軔機裝置：AV氣軔
- 最高速度：100 km/hr
- 車輛規格：
  - 長：20,000 mm
  - 寬：2,865 mm
  - 高：3,953 mm
- 改籍30ES32600型：35SPK32610、32614、32621、32627、32629、32633、32637～32638
  - 30ES32610：臺東機務段（已停用）
  - 30ES32614：富岡車站
  - 30ES32621、32638：二水車站
  - 30ES32627：七堵機務段機務搶修車
  - 30ES32612、32633、32637已報廢解體。
- 原型式目前僅存35SPK32609在籍，並配置於高雄機務段；此車已進廠翻新，並作為藍皮解憂號客車使用。

## 圖片集

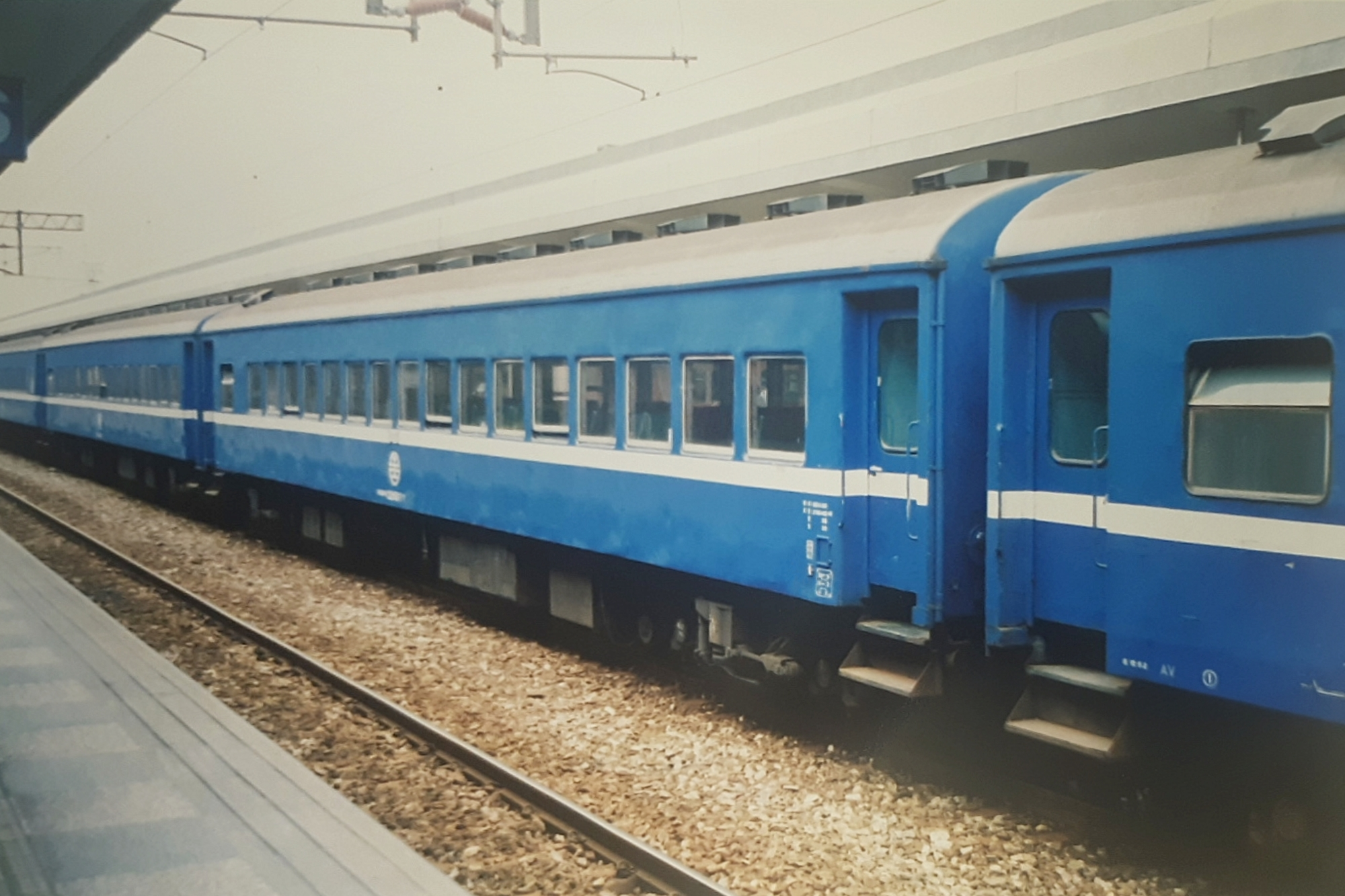
35SPK32601號
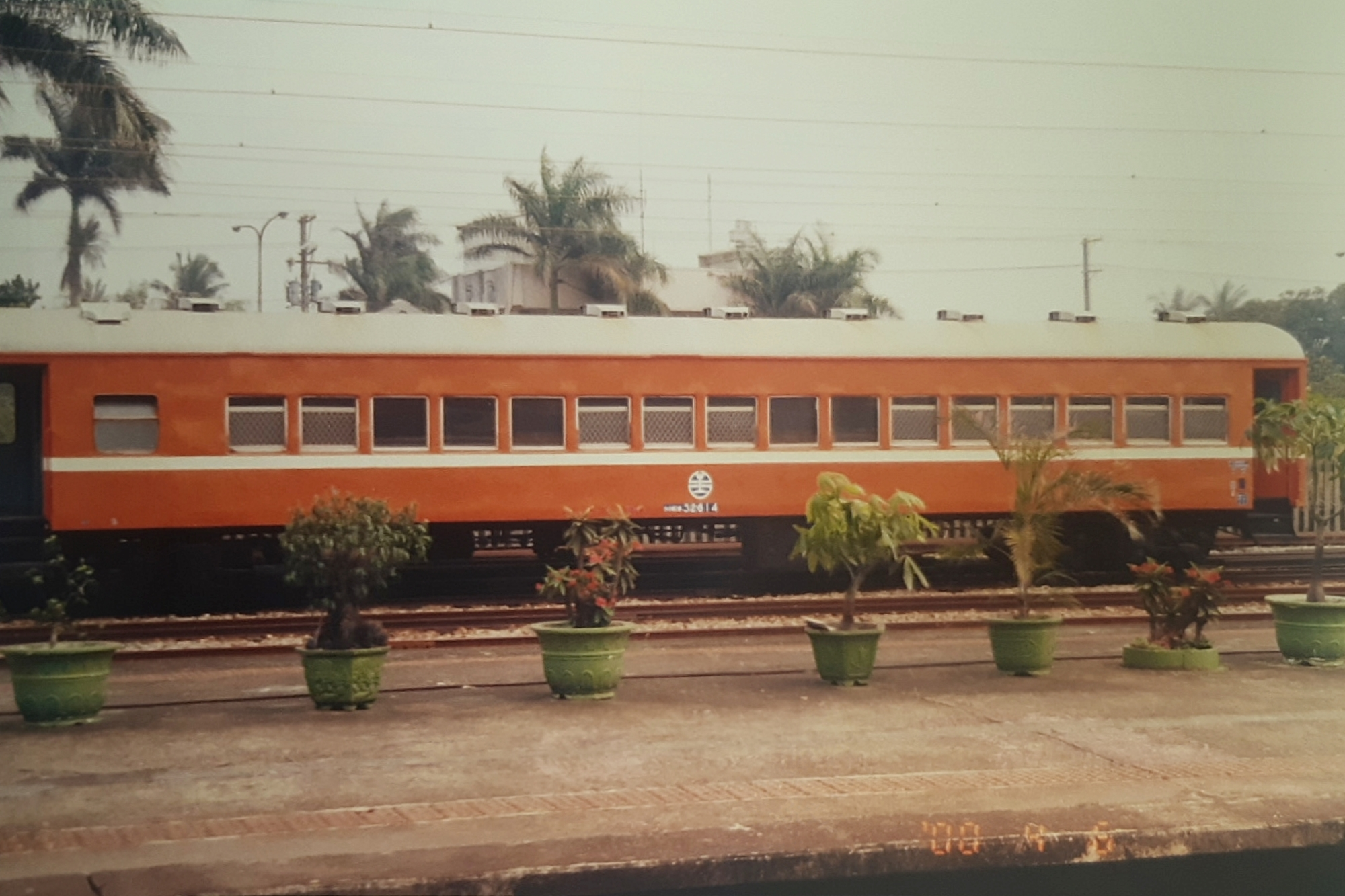
由35SPK32614號改造為工程宿營車的30ES32614號